# 高濑站 (山形县)
高濑站（日语：／ Takase eki */?）位于山形县山形市大字下東山，是东日本旅客铁道（JR東日本）管辖的鐵路車站。

## 历史
- 1950年7月1日 - 投入运营。
- 1971年4月1日 - 无人化。
- 1987年4月1日 - 国铁分割民营化后成为JR东日本车站。
- 1999年 - 站房改建。

## 车站结构
1台1线的地面车站。
山形站管理的无人站。由于仙台近郊区间各站和山形站设置自动闸机，本站也安装了近距离车票自动售票机。

## 其他
- 吉卜力工作室制作的动画岁月的童话以本站为背景取景地，对新旧交替的车站和站前的公用电话等细节有所体现。
- 为了与香川县三丰市四国旅客铁道（JR四国）所属予赞线车站高濑站 (香川县)区分，自动售票机售出车票上打印为“（山）高濑”。
- “山形红花节”举办时，会有部分快速列车在本站临时停车[4]。

## 相邻车站
東日本旅客铁道（JR東日本）
□快速（部分列车）、■普通
山寺－高濑－楯山